# Maraya
Maraya (en árabe) (en castellano: Espejos) es una conocida serie de televisión satírica siria sobre política, muy popular, creada por el comediante Yasser al-Azma.
Dio comienzo en 1982, protagonizada por Yasser al-Azma, logrando un éxito rotundo; y expuesto en canales satelitales árabes, desde los años ochenta y aún hoy en día, la serie refleja la diversidad de la cultura local. El héroe de la serie refleja al gran artista sirio Yasser Al-Azma, así como a artistas y artistas involucrados en la encarnación de muchas personalidades diferentes.
Desde su creación en 1982, muchas historias han sido exhibidas en un estilo cómico, criticando a un bello cínico. Su denominador común es insuperable ya que está estrechamente relacionado con las preocupaciones de la sociedad y la vida cotidiana.
Han actuado Maria Gabr, Salim Klass, Maha Al Masri, Wafa Moussalli, Sabah Barakat, Radwan Aqili, Marwan Al-Masri, Fadah Khattab, Nadine, Abdel Moneim Amairi Marayas, siendo la serie a contribuir al descubrimiento de muchos talentos: en dirección, composición y actuación. 

## La serie en 2004
Para la serie «Espejos 2004», preparada, escrita y protagonizada por el artista Yasser Al-Azmah, que regresó ese año bajo el título «Nos han vivido», cumpliendo con el público en toques cómicos a través del cual muchos fenómenos sociales que impregnan nuestro ambiente se prsentaron. Su denominador común es insuperable ya que estuvo relacionado con las preocupaciones de la sociedad y la vida cotidiana. Trabajaron Yasser Al-Azmah, Sabah Barakat, Hassan, Abdul Hakim Kotaivan, Essam Gee, Mohamed Khair, Basil Khayat, Yassin Dina Haroun, Nizar Abu Hajar, Mohammed Khaonda, Maxim Khalil, Mohammed Hariri, Mohammad Haddaqa, Fawzi Bishara, Adham asesor y Adnan Abu Ahamat. Hasta Dostoivsky ingresó a nuestras salas a través de "Espejos" para contribuir al renacimiento de la nación árabe.

## La serie en 2006
Para la serie Espejos, de 2006, se prepararon 30 episodios, compuesto y preparado por Yasser Al-Azmah, y Nouruddin Al Hashemi, con la dirección de Hisham Sharbatji. La producción fue de Countryside Art Productions. Aunque el programa de series 2006, difiere de sus predecesores en términos de enriquecer una nueva colección de temas más coloridos y atrayendo a un grupo de actores distinguidos, pero sin apartarse de la esencia de desentrañar las preocupaciones sociales y la vida cotidiana en un estilo crítico y cínico. 

## La serie en 2011
Yasser Al-Azmah regresó a la pequeña pantalla después de un receso de cinco años, tras el final de Mirrors 2006. Su regreso en 2011, con una nueva serie. Esta parte de Espejos muestra que la mayoría de los actores, ya habían participado en varias partes anteriores, como Salim Kalas, Abed Fahd, Merah Jabr, Issam Abe Jee y muchos otros.

## La serie en 2013
Se mostró en Argelia, pero no logró una alta tasa de visualización como sus partes anteriores.

## Reparto más importante
- Yasser Al-Azmah (2013-2011)
- Samia al-Jaza'iri (1982-1984, 1996-1999)
- Salim Klass (1982-2000, 2011)
- Hala Hosni (1984-2011)
- Bashar Ismail (1996-2006)
- Maha Masri (1988-2000)
- Salma El Masri (1998-2011)
- Merah Jabr (1996-2011)
- Tawfiq al-Asha (1982-2005)
- Hani Shahin (1986-2000)
- Abed Fahad (1986-2000, 2005, 2011)
- Saif al-Din Subaei (1995-2011)
- Essam Abe Gee (1986-2011)
- Nadine Khoury (1982-1991)
- Jihad Abdo (2003-2011)
- Fadia Khattab (1982-1995)
- Mohamed Qnoua (1995-2011)
- Hassan Dakk (1995-2011)
- Wafa Moussalli (1998-2011)
- Mañana Argelina (2003-2011)
- Mohamed Jabouli (1984-1997)

## Ejemplo de adaptación de la realidad siria por la serie
Es un hombre que sueña, donde lleva la delantera en una insurrección contra el régimen gobernante. Con sudor en la frente, se despierta a la mañana siguiente. ¿Cómo podría tener un pensamiento tan nefasto? se preguntó. Unos minutos después, policías con chaquetas de cuero negro lo golpean y arrestan. Él debe unirse, y ni siquiera sintió la necesidad de preguntar el motivo de su arresto. El espectador entendió por qué, pues el gobierno puede incluso leer tus sueños.